# Josef Krips
Josef Krips (Vienna, 8 aprile 1902 – Ginevra, 13 ottobre 1974) è stato un direttore d'orchestra e violinista austriaco.

## Biografia
Krips iniziò lo studio della musica al conservatorio di Vienna con Eusebius Mandyczewski e Felix Weingartner. 
Dal 1921 al 1924, fu assistente alla Wiener Volksoper, ripetitore e direttore del coro. 
Al Wiener Staatsoper debutta il 21 giugno 1924 dirigendo Bastien und Bastienne.
Successivamente divenne regista a Ústí nad Labem e direttore a Dortmund e poi a Karlsruhe dal 1926 al 1933. 
Nel 1933 ritornò allo Staatsoper come direttore residente della Wiener Volksoper e diresse Carmen con Richard Tauber, Rienzi, Der fliegende Holländer, Fidelio con Lotte Lehmann, Der Rosenkavalier, Parsifal, Un ballo in maschera, Macbeth, La Juive, Die Entführung aus dem Serail con Elisabeth Schumann, Lohengrin, Der Waffenschmied di Albert Lortzing, Gli ugonotti, Sigfrido, Arabella e Die Fledermaus, nel 1934 Rigoletto, I quatro rusteghi e Simon Boccanegra, nel 1935 La dama di picche, La sposa venduta con Jarmila Novotná, L'Heure espagnole, La fiera di Soročincy, Aida con Mária Németh, Andrea Chénier, Die Dame im Traum di Franz Salmhofer e Le allegre comari di Windsor, nel 1936 Tiefland di Eugen d'Albert con Tauber, Pagliacci e Der Bettelstudent di Karl Millöcker, nel 1937 Rossini in Neapel di Bernhard Paumgartner, Giuditta di Franz Lehár con Tauber e la Novotná e Tosca e nel 1938 Cavalleria rusticana, Djamileh con Anton Dermota ed Iwan Sergejewitsch Tarassenko di Erwin Kerber.
Divenne anche professore alla Universität für Musik und darstellende Kunst Wien nel 1935. 
Diresse regolarmente al Festival di Salisburgo dal 1935 al 1938.
A Salisburgo nel 1935 dirige Der Rosenkavalier con la Lehmann e la Novotná.
Nel 1938, l'annessione dell'Austria alla Germania nazista (o Anschluss), obbligò Krips a lasciare il paese. (Krips era stato battezzato nella Chiesa cattolica, ma era stato escluso dalle attività musicali a seguito del fatto che suo padre era nato ebreo). Krips andò a Belgrado, dove lavorò per un anno con la Belgrade Opera and Philharmonic, finché la Iugoslavia fu anch'essa coinvolta nella seconda guerra mondiale. Per il resto della guerra lavorò in una fabbrica di cibo.
Al suo ritorno in Austria, alla fine della guerra nel 1945, Krips fu uno dei pochi direttori a lavorare visto che non era stato coinvolto con i nazisti. 
Per lo Staatsoper il 1º maggio 1945 dirige Le nozze di Figaro con Sena Jurinac, poi Madama Butterfly, Les contes d'Hoffmann con Dermota ed Erich Kunz e Così fan tutte e nel 1946 Tristan und Isolde con Max Lorenz.
Egli fu così il primo direttore a guidare la Wiener Philharmoniker e il Festival di Salisburgo nell'immediato dopoguerra. 
Nel 1946 e nel 1947 dirige il Concerto di Capodanno di Vienna.
A Salisburgo nel 1946 dirige Don Giovanni con i Wiener Philharmoniker, Hans Hotter, Dermota e Hilde Güden, nel 1947 Così fan tutte e Le nozze di Figaro con Maria Cebotari e la Schwarzkopf, nel 1948 Die Entführung aus dem Serail, nel 1949 Orfeo ed Euridice con la Novotna, La clemenza di Tito ed un concerto e nel 1950 The Rape of Lucretia/Romeo e Giulietta, Das Buch mit sieben Siegeln di Franz Schmidt e Messe Nr. 3 in f-Moll di Anton Bruckner.
Ancora per lo Staatsoper nel 1947 dirige Il principe Igor' ed un concerto con musiche di Mozart e Johann Strauss II insieme a Clemens Krauss con Elisabeth Schwarzkopf, Tauber ed il soprano Hilde Konetzni in trasferta al Royal Opera House, Covent Garden di Londra, nel 1948 Die Zauberflöte con Wilma Lipp, nel 1949 Palestrina con Julius Patzak e La clemenza di Tito e nel 1950 Martha.
Al Wiener Staatsoper nel 1949 dirige Il ratto dal serraglio con la Lipp.
Dal 1950 al 1954 Krips fu direttore principale della London Symphony Orchestra. 
Successivamente diresse la Buffalo Philharmonic Orchestra (1954–1963) e la San Francisco Symphony Orchestra (dal 1963 al 1970).
All'Opera di Chicago nel 1959 dirige Così fan tutte con Christa Ludwig e la Schwarzkopf, nel 1960 Le nozze di Figaro con Rita Streich e nel 1964 Don Giovanni con Nicolai Ghiaurov ed Alfredo Kraus.
Al Bayreuther Festspiele nel 1961 dirige Die Meistersinger von Nürnberg con Josef Greindl, Wolfgang Windgassen, Gerhard Stolze ed Elisabeth Grümmer.
Tornato a Vienna nel 1960 dirige Così fan tutte con Teresa Stich-Randall, nel 1963 Don Giovanni con Eberhard Waechter, Leontyne Price, Fritz Wunderlich, la Güden, Walter Berry, Graziella Sciutti e Rolando Panerai ed Otello con Giuseppe Taddei, Piero De Palma, Nicola Zaccaria e Gabriella Tucci, nel 1964 Die Meistersinger von Nürnberg, nel 1965 Faust con Cesare Siepi ed Andréa Guiot, nel 1967 Dantons Tod di Gottfried von Einem con Lisa Della Casa, nel 1969 Dalibor con Leonie Rysanek, nel 1970 Die ägyptische Helena con Gwyneth Jones ed Edita Gruberová e nel 1971 La traviata con Ileana Cotrubaș, Nicolai Gedda e Cornell MacNeil arrivando a 809 recite viennesi fino al 1973.
Fece il suo debutto al Covent Garden nel 1963 con Don Giovanni con Tito Gobbi, Ilva Ligabue e Mirella Freni ed al Metropolitan Opera nel 1967 con Die Zauberflöte con Lucia Popp, Jerome Hines e Hermann Prey, divenendo un frequente direttore ospite da lì in avanti. 
Al Metropolitan nel 1970 dirige Le nozze di Figaro con Teresa Stratas, Rosalind Elias e Paul Plishka e nel 1971 Don Giovanni con Edda Moser e Fernando Corena.
Ancora a Londra nel 1971 dirige Die Meistersinger von Nürnberg con Heather Harper e Der Rosenkavalier, nel 1973 Fidelio con Birgit Nilsson e Robert Lloyd e nel 1974 Le nozze di Figaro con Margaret Price.
Nel 1969 torna a Salisburgo per dirigere un concerto con tre sinfonie di Mozart.
Nel 1970, divenne direttore della Deutsche Oper Berlin.
Fra il 1970 ed il 1973, fu il direttore principale della Orchestra Sinfonica di Vienna.
Krips morì a Ginevra in Svizzera nel 1974 all'età di settantadue anni.

## Discografia parziale
- Beethoven: The Complete Symphony Collection - London Symphony Orchestra/Josef Krips, Countdown
- Beethoven: Symphony No. 9 In D Minor, Op. 125 "Choral" - London Symphony Orchestra/Josef Krips, Madacy Special Products
- Beethoven: Symphony No. 4 - Schubert: Symphony No. 9 "Great" - Royal Concertgebouw Orchestra/Josef Krips, Decca
- Brahms: Symphonies Nos. 1 & 4 - Schumann: Symphonies Nos. 1 & 4 - Wiener Philharmoniker/London Symphony Orchestra/Josef Krips, Decca
- Mahler, Lied von der Erde (Live, Musiekverein Vienna, 1964) - Wunderlich/Fischer-D./Krips, Deutsche Grammophon
- Mendelssohn: Elijah, Op. 70 - London Philharmonic Orchestra & Choir/Josef Krips, Decca
- Mozart: Symphonies Nos. 21, 22, 23, 24 & 25 - Josef Krips/Royal Concertgebouw Orchestra, Philips
- Mozart: Symphonies Nos. 40 & 41 - Royal Concertgebouw Orchestra/Josef Krips, 1972 Universal
- Mozart: Die Entführung aus dem Serail - Josef Krips/Lucia Popp/Anneliese Rothenberger/Nicolai Gedda, 1966 EMI/Warner
- Mozart: Don Giovanni - Anton Dermota/Cesare Siepi/Fernando Corena/Hilde Gueden/Josef Krips/Lisa Della Casa/Suzanne Danco/Walter Berry/Wiener Philharmoniker & Staatsopernchor, 1955 Decca
- Schubert: Symphony No. 8 "Unfinished" & Symphony No. 9 "Great" - Wiener Philharmoniker/London Symphony Orchestra/Josef Krips, Decca